# Ludwig Eichrodt
 (mars 2025).
Si vous disposez d'ouvrages ou d'articles de référence ou si vous connaissez des sites web de qualité traitant du thème abordé ici, merci de compléter l'article en donnant les références utiles à sa vérifiabilité et en les liant à la section « Notes et références ».

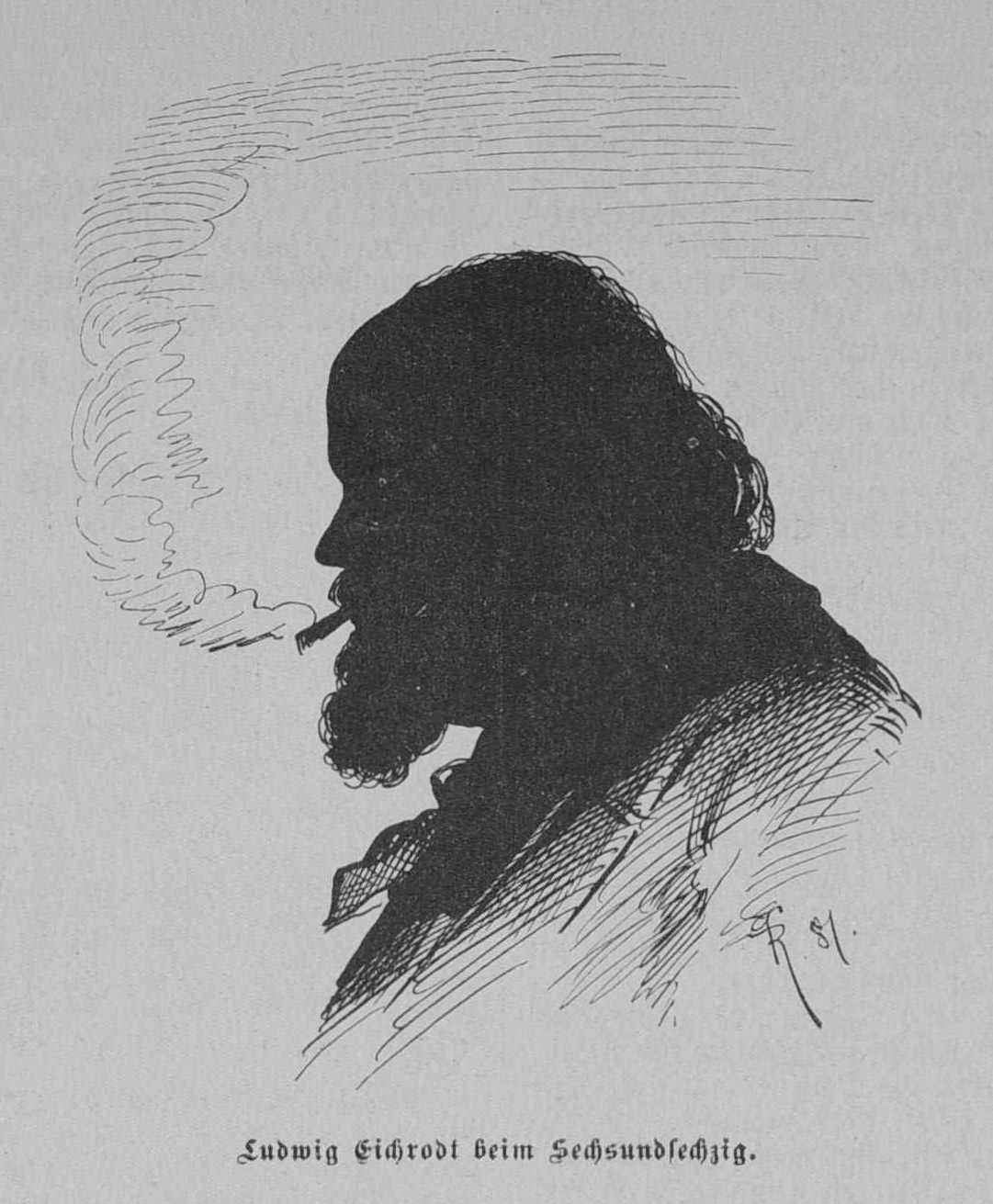
Dessin de Ludwig Heinrodt dans le Gartenlaube, 1888.

Ludwig Eichrodt, né le 2 février 1827 à Durlach près de Karlsruhe et mort le 2 février 1892 à Lahr/Schwarzwald, est un avocat et poète humoristique allemand.

## Biographie
Le père de Ludwig Eichrodt, Ludwig Friedrich Eichrodt (de) (1798–1844), est un fonctionnaire ministériel badois, devenu ministre de l'Intérieur, et sa mère s'appelle Elisabeth Eichrodt, née Joos (1809–1891). À partir de 1845, il étudie le droit, la philosophie et l'histoire à l'université de Heidelberg et à l'université de Fribourg. Il travaille ensuite comme huissier de justice badois jusqu'à sa nomination en 1871 comme juge de district principal à Lahr.
Avec son camarade d'études Adolf Kußmaul, il a inventé la figure de l'instituteur de village souabe Gottlieb Biedermeier, un homme qui se contente de la mesquinerie de sa vie bourgeoise et étriquée et qui écrit à partir d'elle de niais poèmes. Ce personnage a donné son nom à la période littéraire du Biedermeier.
Eichrodt est devenu ami avec Victor von Scheffel pendant ses études. Il a aussi entretenu une correspondance suivie avec l'écrivain Theodor Storm, poète et avocat comme lui. Encore étudiant, il rejoint en 1945 la Alten Heidelberger Burschenschaft Alemannia, puis le Neckarbund de Heidelberg en 1845.
Ludwig Eichrodt est mort le jour de son soixante-cinquième anniversaire. Sa tombe se trouve dans le cimetière de la collégiale de Lahr (de). Une école primaire de Lahr porte aussi son nom.

## Vie privée
En 1860, Eichrodt épousa Elisabeth Susanna Fuchs (1829–1892) à Monzingen, fille de Philipp Fuchs, collecteur d'impôts et propriétaire foncier de Monzingen. Le couple a eu un fils et une fille. Ce premier Friedrich (1862–1952) devint marchand à Java et fut également un écrivain productif.

## Œuvres

### Ecrits
Certaines de ses publications ont été écrites sous le pseudonyme de Rudolf Rodt.
- Gedichte in allerlei Humoren (1853)
- Schneiderbüchlein (1853)
- Leben und Liebe (1856)
- Die Pfalzgrafen (1859)
- Deutsches Knabenbuch. Weltruhm in Reimsprüchen (1865)
- Alboin (1865)
- Rhein-schwäbisch (1869)
- Lyrischer Kehraus (1869)
- Lyrische Karikaturen (1869)
- Biedermeiers Liederlust (1870)
- Melodien (1875)
- Hortus deliciarum (1876–1880)
- Gold. Sammlung des Ursprünglichen und Genialen in deutscher Lyrik (1882)

### Illustrations
- Deutsches Knabenbuch. Hundert Gestalten in Wort und Bild (1864) (Copie numérique dans la Bibliothèque universitaire et d'État de Düsseldorf )